# Timbres de Saint-Pierre-et-Miquelon 2008
Cet article recense les timbres de Saint-Pierre-et-Miquelon émis en 2008 par La Poste.

## Généralités
Les timbres portent les mentions « SP&M Saint-Pierre & Miquelon » et « RF Postes 2008 ». La valeur faciale est libellée en euro (€). Les timbres sont en usage sur le courrier au départ de cette collectivités d'outre-mer française.
Les timbres sont émis dans l'archipel le mercredi en général, et disponible à partir du samedi suivant dans les points philatéliques de La Poste en France métropolitaine.
Une commission philatélique choisit les thèmes des timbres, dont son conseiller artistique, Marc Taraskoff depuis 2005, va surveiller la création en servant de lien entre les artistes locaux, ceux de métropole et l'imprimerie de Phil@poste Boulazac à Périgueux.

### Tarifs

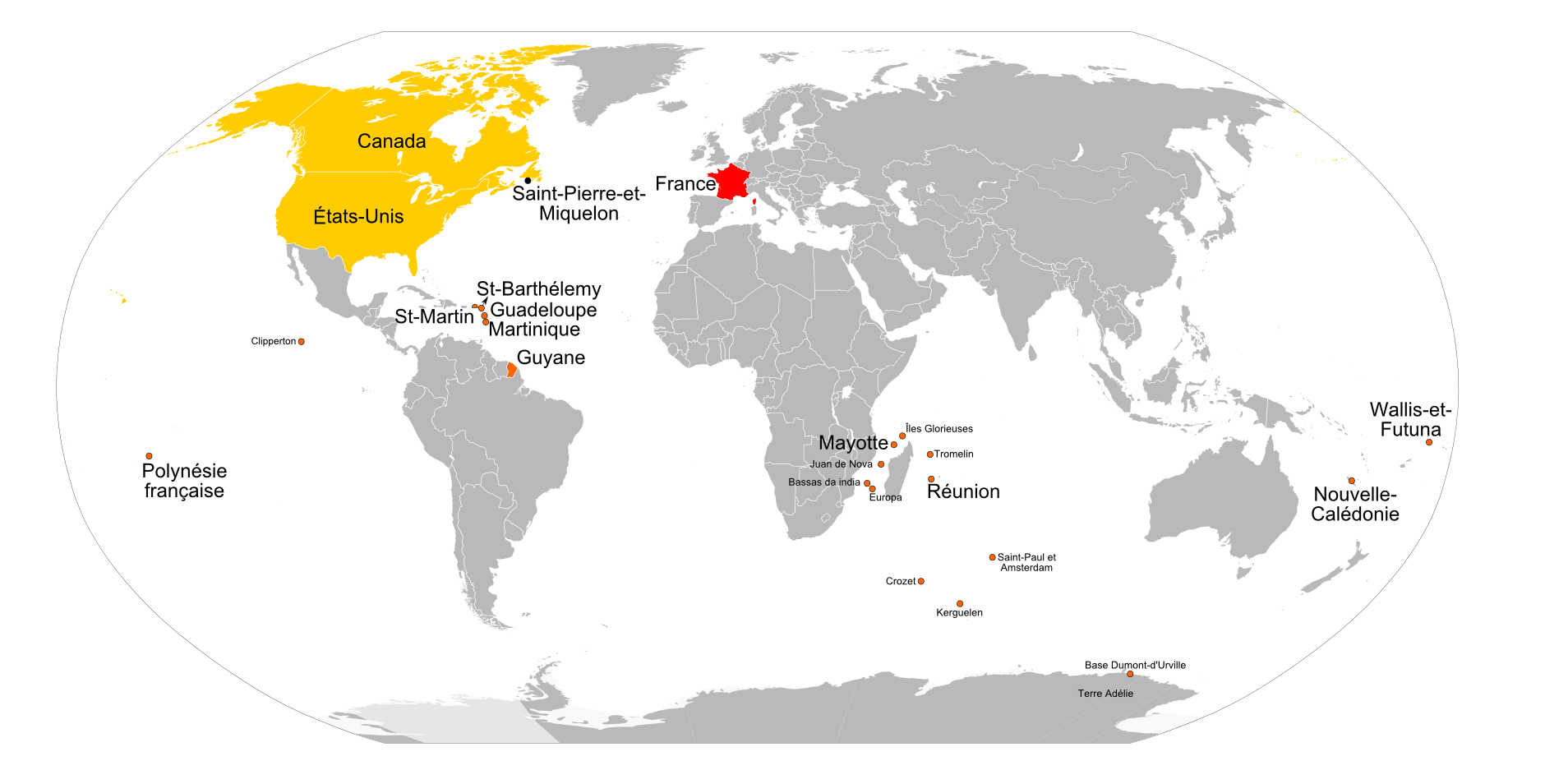
Les zones de tarifs :
-noir : régime intérieur ;
-rouge : France métropolitaine ;
-orange : France d'outre-mer ;
-jaune : zone 1 ;
-gris : zone 2.

Voici les affranchissements réalisables avec un timbre émis en 2008.
Les tarifs intérieurs à l'archipel sont ceux en vigueur depuis le 1er juin 2003. Les habitants bénéficient tous d'une boîte postale pour récupérer leur courrier. Voici les affranchissements intérieurs réalisables avec un timbre émis en 2008 :
- 0,33 € : lettre de moins de 20 grammes.
- 0,47 € : lettre de 20 à 50 grammes.

Les tarifs des courriers à destination de la France métropolitaine et de l'outre-mer français sont ceux en vigueur depuis le 1er octobre 2006, remplacés par ceux du 1er mars 2008. Les tarifs vers les deux entités sont différents à cause de la surtaxe aérienne. Le courrier prioritaire voyage exclusivement par avion via le Canada, alors que le courrier économique vers la métropole peut employer le bateau.
- 0,54 € : lettre prioritaire de moins de 20 grammes vers la métropole et l'outre-mer (jusqu'au 1er mars 2008).
- 0,55 € et TVP rouge : lettre prioritaire de moins de 20 grammes vers la métropole et l'outre-mer.
- 1,01 € : lettre prioritaire de 20 à 30 grammes vers la métropole (jusqu'au 1er mars 2008).

Les tarifs pour les envois à l'étranger sont ceux du 1er octobre 2006, remplacés par ceux du 1er mars 2008. Deux zones existent : la zone 1 vers le Canada et les États-Unis et la zone 2 pour le reste du monde qui, seule, bénéficie d'un tarif économique.
- 0,80 € : lettre prioritaire de moins de 20 grammes vers la zone 1.
- 1 € : lettre prioritaire de moins de 20 grammes vers la zone 2.
- 1,65 € : lettre prioritaire de 20 à 50 grammes vers la zone 1.
- 4,80 € : lettre recommandée de moins de 20 grammes vers la zone 1.

Le timbre de 4 euros peut correspondre à la taxe de recommandation (à laquelle s'ajoute l'affranchissement prioritaire de la lettre), ainsi qu'à la part fixe d'un envoi en valeur déclarée (à compléter avec une part proportionnelle à la valeur déclarée et à la destination).

## Légende
Pour chaque timbre, le texte rapporte les informations suivantes :
- date d'émission, valeur faciale et description,
- formes de vente,
- artistes concepteurs et genèse du projet,
- manifestation premier jour,
- date de retrait, tirage et chiffres de vente,

ainsi que les informations utiles pour une émission donnée.

## Janvier

### René Autin 1921-1960
En janvier, dans la série des sanguines, est émis un timbre de 0,54 € en hommage à René Autin. Originaire de l'archipel, il est soldat membre du 1er bataillon fusiliers marins commandos, et débarque le 6 juin 1944 sous le commandement de Philippe Kieffer à Sword Beach. Son portrait le présente en uniforme, une croix de Lorraine à l'arrière-plan, symbole de la France libre.
L'illustration de Patrick Derible est gravée par Pierre Albuisson pour être imprimée en taille-douce.
La manifestation premier jour a lieu le 16 janvier à Saint-Pierre, et exceptionnellement, en France métropolitaine : à Ouistreham, en Normandie, à proximité du site de Sword Beach. Le 16 janvier, le cachet premier jour est utilisé : il représente le blason du bataillon de Kieffer. À Ouistreham, la marque postale « paquebot » du bureau de poste portuaire permet l'envoi de courrier à partir de la métropole malgré l'absence de timbres de France sur le pli.

## Février

### Regard envieux
Le 23 février, est émis un timbre de 1,01 euro reproduisant une photographie titrée Regard envieux : dans les vitres d'une maison à la peinture défraîchie se reflète une maison peintes récemment de couleurs vives.
La photographie de Thierry Hamel est mis en page sur un timbre de 2,7 × 4,8 cm imprimé en offset et en feuille de dix exemplaires.

## Mars

### Cages à morue
Le 8 mars, est émis un timbre de 1 euro sur les cages à morue, technique d'engraissement de ce poisson, introduite dans l'archipel en 2001.
Le timbre de 4,8 × 3,6 cm est dessiné par Patrick Derible et gravé par André Lavergne pour une impression en taille-douce en feuille de vingt-cinq.

### La dune de Langlade
Le 29 mars, est émis un triptyque de deux timbres de 2,40 euros chacun et une vignette centrale représentant le paysage de la dune de Langlade, sa faune et sa flore, protégés par le Conservatoire du littoral.
Le triptyque est créé à partir d'une peinture de Michel Borotra interprétée en gravure par Yves Beaujard. Il est imprimé en taille-douce en feuille de cinq triptyques.

## Mai

### Paruline à gorge noire
Le 3 mai, est émis un timbre de 0,47 euro reproduisant la photographie d'une paruline à gorge noire (Dendroica virens), installée dans un sapin.
La photographie de Patrick Boez est reproduite sur un timbre de 4,8 × 2,7 cm imprimé en offset en feuille de vingt-cinq exemplaires.

### Artisanat local
Le 17 mai, est émis un timbre de 0,33 euro sur les productions de l'artisanat de l'archipel, en noir sur fond blanc.
Le timbre de 3,6 × 2,2 cm est dessiné par A. Amhé et gravé par Claude Andréotto. Il est imprimé en taille-douce en feuille de cinquante.

### Marianne des Français
Le 28 mai, sont émis six timbres d'usage courant au type Marianne des Français surchargés « ST-PIERRE / ET / MIQUELON ». Les valeurs sont le timbre à validité permanente (TVP) bleu et les 0,72 euro, 0,88 euro, 1,25 euro, 1,33 euro et 2,18 euros, émises en France métropolitaine pour correspondre aux changements de tarifs du 1er mars 2008.
La Marianne des Français est une création de Thierry Lamouche gravée par Claude Jumelet. Ls timbres de 1,5 × 2,2 cm sont imprimés en taille-douce en feuille de cent exemplaires.

## Juin

### Retour de pêche
Le 7 juin, est émis un timbre de 0,80 euro reproduisant une marine titrée Retour de pêche.
La peinture de M. Folliot est imprimé en offset en feuille de dix timbres de 4,8 × 3,6 cm.

### Les grands migrateurs: Arlequin plongeur
Le 28 juin, est émis un timbre de 1,50 euro sur une espèce d'oiseau  migrateur, l'arlequin plongeur (Histrionicus histrionicus).
Le timbre de 4,8 × 2,7 cm est dessiné par jean-Jacques Oliviero et gravé par Marie-Noëlle Goffin pour une impression en taille-douce en feuille de vingt-cinq exemplaires.

## Juillet

### Les Déferlantes
Le 12 juillet, est émis un timbre de 0,55 euro sur le festival musical de l'archipel, les Déferlantes atlantiques, dont l'édition 2008 a lieu du 17 au 26 juillet. Le timbre est illustré d'une œuvre mêlant le thème des vagues avec celui des partitions de musique.
La création de Marie-Laure Drillet est imprimée en offset en feuille de vingt-cinq timbres de 4,8 × 2,7 cm.

## Août

### Partir en dégrat
Le 10 août, est émis un timbre de 0,55 euro sur une expression locale : « partir en dégrat », c'est-à-dire lorsque les pêcheurs partent en mer chercher un meilleur endroit de pêche. L'expression est illustrée d'une scène de pêcheurs en ciré qui préparent le départ de leur embarcation.
L'œuvre de Francine Langlois est imprimée en offset en feuille de dix timbres de 4,8 × 3,6 cm.

## Octobre

### Taekwondo
Le 4 octobre, est émis un timbre de 0,55 euro sur le taekwondo, art martial d'origine coréenne représenté par une scène de combat sur fond orangé et des symboles visibles sur le drapeau de la Corée du Sud (Taijitu et quatre trigrammes du Livre des mutations).
Le timbre carré de 3,6 cm de côté est dessiné par Anne Rebmann et gravé par Elsa Catelin pour une impression en offset et en taille-douce.

### Le travail de la glace à Saint-Pierre et Miquelon
Le 22 octobre, est émis un bloc-feuillet de quatre timbres de 1 euro reproduisant des photographies anciennes sur le thème du travail de la glace dans l'archipel (dont le nom est typographié sans tiret sur la marge du feuillet). Les quatre scènes permettent de voir les scieurs de glace et l'attelage nécessaire au transport des blocs, la « mise hors de l'eau » d'un bloc et le chargement d'un bloc de glace sur l'attelage.
Le bloc préparé par Raphaële Goineau est imprimé en offset avec des timbres mesurant 5,2 × 3,1 centimètres.

## Novembre

### Marianne et l'Europe
Le 1er novembre, sont émis cinq timbres d'usage courant au type Marianne et l'Europe, émis en France métropolitaine le 1er juillet 2008, et surchargés « SPM ». Il s'agit des valeurs d'appoint d'un centime jaune, cinq centimes brun et dix centimes gris et les deux timbres à validité permanente rouge (pour la lettre prioritaire de moins de 20 grammes vers la métropole) et verte (lettre non prioritaire pour la même destination).
La Marianne et l'Europe est un type créé et gravé par Yves Beaujard, imprimé en taille-douce en feuille de cent timbres de 2 × 2,6 cm.

### La chasse aux lièvres
Le 8 novembre, est émis un timbre de 1,65 euro représentant un chasseur visant de son fusil un lièvre dans une forêt de sapin.
Le dessin de Patrick Guillaume est imprimé en offset sur un timbre de 8 × 2,6 cm, conditionné en feuille de vingt exemplaires.

### Joyeux Noël
Le 26 novembre, est émis un timbre de Noël de 0,55 euro dont l'illustration montre, à travers la fenêtre d'une maison entourée de neige et par ses pieds, l'arrivée du Père Noël par la cheminée.
Le dessin de Joëlle Olaisola est imprimé en offset sur un timbre de 3,1 × 5,1 cm, conditionné en feuille de vingt-cinq unités.

### Sources
- Les informations fournies par La Poste à travers notamment son catalogue de vente par correspondance,
- la presse philatélique française, dont les pages nouveautés de Timbres magazine. La date d'émission donnée est celle de mise en vente en France métropolitaine.